# 三好市立西宇小学校
三好市立西宇小学校（みよししりつ にしうしょうがっこう）は、徳島県三好市山城町西宇にあった公立小学校。
2013年（平成25年）3月31日に廃校となった
。

## 沿革
- 1875年（明治8年）9月 - 常福寺内公立西宇小学校を創立。
- 1886年（明治19年）9月 - 西宇簡易小学校と改称。
- 1892年（明治25年）9月 - 西宇尋常小学校と改称。
- 1938年（昭和13年）4月 - 三名村西宇尋常小学校と改称。
- 1941年（昭和16年）4月 - 三名村西宇国民学校と改称。
- 1947年（昭和22年）4月 - 三名村西宇小学校と改称。
- 1956年（昭和31年）9月 - 町村合併のため徳島県三好郡山城町西宇小学校となる。
- 2006年（平成18年）3月 - 町村合併のため三好市立西宇小学校となる。
- 2011年（平成23年）3月31日 - 休校となる。
- 2014年（平成25年）3月31日 - 廃校[1]。